# هویج‌پلو
هویج‌پلو یکی از انواع پلوها در آشپزی ایرانی است. این غذا را معمولاً با هویج فرنگی که رنگ بهتری دارد درست می‌کنند.

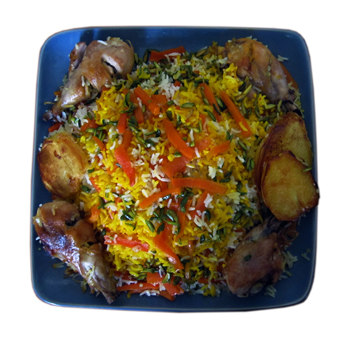
هویج‌پلو

## مواد لازم برای تهیه هویج‌پلو
- برنج خیسانده
- هویج خلال کرده
- شکر
- مرغ یا گوشت پخته شده
- نمک و روغن
- خلال پسته یا زعفران

## طرز پخت هویج‌پلو
برای تهیهٔ هویج‌پلو، هویج را با کمی روغن ۱۰ دقیقه روی شعله ملایم تفت می‌دهند. شکر را با نیم پیمانه آب روی آن می‌ریزند تا بجوشد.
برنج را مانند چلو ساده آب‌کش می‌کنند. هویج را با قاشق سوراخ‌دار از شربت شکر جدا کرده و لابه‌لای برنج همراه با مرغ یا گوشت پخته شده در دیگ می‌ریزند. دیگ را روی شعله می‌گذارند تا دَم بدهد بعد شربت شکر باقی‌مانده را با روغن داغ روی برنج می‌دهند. دم‌کنی می‌گذارند و شعله را ملایم می‌کنند. بعد از ۴۵ دقیقه هویج‌پلو دم کشیده است، آن را در دیس پلو می ریزند و با زعفران یا خلال پسته که کمی تفت داده شده‌است تزیین می‌کنند.